# Parc de Tammer
Le parc de Tammer (finnois : Tammerinpuisto) est un parc du quartier de Kyttälä à  Tampere en Finlande.

## Présentation
Le parc de Tammer est un petit parc achevé en 1930 au centre de Tampere à côté de l'hôtel Tammer. 
Le parc faisait à l'origine partie du Parc des rapides,,.
Le parc comprend le petit étang Tammerlampi qui a aussi été appelé « étang aux canards » et « étang de Tammer »,. 
Il abritait autrefois des oiseaux aquatiques. 
L'étang est situé à l’endroit où un fossé naturel appelé Ronganoja se deversait dans la crique des rapides  Tammerkoski. 
Aujourd'hui, les rapides sont situés plus loin, car la crique a été comblée près de Koskipuisto. 
Le fossé  Ronganoja a disparu sous la rue Rongankatu,,.
Le parc Tammerinpuisto a été rénové entre 2000 et 2002 et les travaux se sont achevé en 2007. 
La zone d'eau était entourée d'un mur de granit et d'une clôture métallique. Un sentier pavé a été aménagé dans le parc.
Depuis 2010, des oeuvres d'art sculptural finlandais sont exposées dans l'étang pendant l'été,,.
La direction des musées de Finlande a classé le parc de Tammer comme faisant partie du site culturel construit d'intérêt national de Tammerkoski.